# London Chess Classic 2015
El London Chess Classic 2015 va ser un torneig d'escacs que va tenir lloc a Londres entre el 4 i el 13 de desembre de 2015.
S'incrementa el nombre de participants a 10 dels que es troben a la llista dels millors jugadors del món, fent que sigui un dels torneigs més forts que s'hagi fet a Anglaterra. La novetat d'aquesta edició rau en el fet que aquests torneig s'ha unit amb el Sinquefield Cup i Torneig d'escacs de Noruega per un premi especial del Grand Chess Tour amb una bossa de 300.000 dòlars per a cada torneig més 150.000 dòlars pels millors entre els tres torneigs.

## Participants
Els participants de la setena edició foren:
- Magnus Carlsen, campió del món
- Viswanathan Anand, excampió del món
- Vesselín Topàlov, excampió del món
- Hikaru Nakamura, número u dels Estats Units
- Fabiano Caruana, número dos dels Estats Units
- Anish Giri, número u dels Països Baixos
- Aleksandr Grisxuk, número dos de Rússia
- Levon Aronian, número u d'Armènia
- Maxime Vachier-Lagrave, número u de França
- Michael Adams, número u d'Anglaterra

## Classificació
|    | Jugador                | Elo  | 1 | 2 | 3 | 4 | 5 | 6 | 7 | 8 | 9 | 10 | Punts | Victòries |
| -- | ---------------------- | ---- | - | - | - | - | - | - | - | - | - | -- | ----- | --------- |
| 1  | Magnus Carlsen         | 2834 | X | ½ | ½ | 1 | ½ | ½ | ½ | ½ | 1 | ½  | 5.5   | 2         |
| 2  | Vesselín Topàlov       | 2803 | ½ | X | 0 | ½ | 0 | ½ | 0 | 0 | ½ | ½  | 2.5   | 0         |
| 3  | Viswanathan Anand      | 2796 | ½ | 1 | X | 0 | ½ | ½ | ½ | 0 | 0 | ½  | 3.5   | 1         |
| 4  | Hikaru Nakamura        | 2793 | 0 | ½ | 1 | X | ½ | ½ | 0 | ½ | ½ | ½  | 4     | 1         |
| 5  | Levon Aronian          | 2788 | ½ | 1 | ½ | ½ | X | ½ | ½ | ½ | ½ | ½  | 5     | 1         |
| 6  | Fabiano Caruana        | 2787 | ½ | ½ | ½ | ½ | ½ | X | ½ | ½ | ½ | ½  | 4.5   | 0         |
| 7  | Anish Giri             | 2784 | ½ | 1 | ½ | 1 | ½ | ½ | X | ½ | ½ | ½  | 5.5   | 2         |
| 8  | Maxime Vachier-Lagrave | 2773 | ½ | 1 | 1 | ½ | ½ | ½ | ½ | X | ½ | ½  | 5.5   | 2         |
| 9  | Aleksandr Grisxuk      | 2747 | 0 | ½ | 1 | ½ | ½ | ½ | ½ | ½ | X | ½  | 4.5   | 1         |
| 10 | Michael Adams          | 2737 | ½ | ½ | ½ | ½ | ½ | ½ | ½ | ½ | ½ | X  | 4.5   | 0         |

El triple empat en liderat per part de Magnus Carlsen, Anish Giri i Maxime Vachier-Lagrave no es va acceptar i els jugadors varen haver de conformar-se en fer un play-off pel desempat de la següent manera: com Magnus Carlsen fou el líder final, primer hi va haver un enfrontament entre Anish Giri i Maxime Vachier-Lagrave, i el guanyador s'enfrontaria a Magnus Carlsen. Maxime Vachier-Lagrave perdé amb blanques la primera partida a ràpides amb Anish Giri, però després guanyà amb negres i també amb negres la partida per armageddon. La final la guanyà Magnus Carlsen contra Maxime Vachier-Lagrave després de guanyar-lo en blanques a la primera partida i fer taules a la segona.

## Altres esdeveniments
A més del tancat, també hi va haver un torneig obert on Benjamin Bok fou el campió amb 8 punts en solitari i enduent-se un premi de 5.000 lliures estarlines, seguit per un punt de distància per Evgeny Postny, Rinat Jumbayev, Eric Hansen, Jonathan Hawkins, Jahongir Vakhidov, Daniel Sadzikowski, amb un premi de 1.250 lliures per a cadascú.